# Eharius chergui
Eharius chergui is een mijtensoort uit de familie van de Phytoseiidae. De wetenschappelijke naam van de soort werd voor het eerst geldig gepubliceerd in 1960 door Athias-Henriot als Amblyseius chergui.